# Tendé
Tendé (tamascheq), auch tende, tindi, bezeichnet bei den Tuareg in Nordwestafrika eine aus einem Mörser hergestellte Trommel, den dazugehörenden Musikstil und den gesellschaftlichen Anlass zur Aufführung dieser Musik. Tendé-Musik steht im Zentrum von Kamelparaden, Heilungsritualen sowie Frauenliedern und Männertänzen bei Hochzeitsfeiern und sonstigen Festen. Die ursprünglich nur von Frauen gespielte Trommel hatte einen Ruf als Volksmusikinstrument einfacher Leute und ist heute weiter verbreitet als die früher mit der aristokratischen Klasse verbundene einsaitige Zupflaute imzad.

## Bauform
Der Korpus besteht aus einem großen hölzernen Mörser, wie er im Haushalt zum Mahlen von Hirse (enele) oder anderem Getreide verwendet wird. Für die Dauer der musikalischen Veranstaltungen wird der Mörser seiner Alltagsfunktion enthoben und mit einer gewässerten Ziegenhaut überzogen, die am Rand mit mehreren Schnurwicklungen befestigt wird. Um das Trommelfell zu spannen, braucht es zwei Holzstößel (ezzaghast) von etwa 1,25 Metern Länge, die waagrecht und mittig zu beiden Seiten des Mörsers mit Schnüren untereinander verbunden werden. Mit weiteren Schnüren hängen die Holzstangen am Schnurring, der durch ihr Eigengewicht nach unten gezogen wird und so die Spannung des Trommelfells und die gewünschte Tonhöhe erhält. Eine solche Konstruktion gibt es bei keiner anderen Trommel. Gelegentliches Auftropfen von Wasser hält die Haut weich, aus demselben Grund wird manchmal in den Mörser Wasser gefüllt. Trocknet die Haut aus, so verschlechtert sich der Klang. Wo kein Mörser zur Verfügung steht, kann ersatzweise ein leerer Benzinkanister oder ein Plastikeimer verwendet werden. Die tendé wird mit den Fingern und Handballen am Rand oder in der Mitte jeweils mit unterschiedlichem Ton- und Klangergebnis geschlagen.

## Herkunft
Bei den Hausa hat der mit einem Fell bespannte Mörser eine in einer mythischen Erzählung überlieferte Tradition, die Leo Frobenius (1901) mitteilt. Darin heißt es, am kosmischen Anfang gab es einen Kampf zwischen Sonne und Mond, dessen Wiederholung sich bei einer Mondfinsternis zeigt. Tritt dieses Ereignis ein, nehmen die Hausa einen mit einem Fell bespannten Mörser und trommeln, damit die Sonne den Mond wieder in Ruhe lassen möge. Die früheste Zeichnung einer tendé von 1926 zeigt einen Mörser mit seitlichen Steingewichten. Ludwig Zöhrer nahm 1935 Tuareg-Lieder im Ahaggar mit dem Phonographen auf und beschrieb den funktionellen Unterschied zwischen der tendé und der Kriegstrommel ettebel, dem Symbol der Herrscherwürde. Die Mörser-Trommel hat ihren Ursprung möglicherweise bei den Imghad in der Adras n-Foras-Bergregion im Nordosten Malis, von wo sie sich in den algerischen Ahaggar und in den Norden des Niger ausbreitete. Oder sie wurde von schwarzafrikanischen Sklaven eingeführt, die weiter südlich aus der Sudanregion kamen. Die Verbreitung der tendé hängt vermutlich mit den gesellschaftlichen Veränderungen am Beginn des 20. Jahrhunderts zusammen, als durch die französische Kolonialherrschaft die politische und wirtschaftliche Macht der Aristokraten zurückging und die unteren Schichten, die ehemaligen schwarzen Sklaven (Iklan) und Handwerker (Inaden) gesellschaftliche Funktionen übernahmen und begannen, Festveranstaltungen zu organisieren.
Vor 1930 wurde die Mörser-Trommel bei den Tuareg noch wenig verwendet. Um diese Zeit verdrängte sie bei den Festveranstaltungen im Ahaggar die kleine Handtrommel der adligen Frauen. In den Tanzliedern der ehemaligen Tuaregsklaven stellte die tendé eine Alternative zur zweifelligen Zylindertrommel ganga dar, einer von den Hausa stammenden Variante der t'bol. In den 1950er Jahren war die tendé im Niger weithin bekannt. Die vielfältigen kulturellen Einflüsse haben sich in der heutigen Spielweise der Trommel niedergeschlagen. Durch die Verbreitung über Kassetten und Rundfunk wurde die Tendé-Musik weit stärker stilistisch geprägt und bereichert, als die enger auf ihre Tradition fixierte Fiedel imzad.

## Kulturelle Bedeutung und Spielweise
Die Tendé-Musik wurde am häufigsten im Zusammenhang mit der tende n-emnas („Mörser-Trommel der Kamele“) beschrieben. Bei dieser Festveranstaltung einer ursprünglich nomadischen Gesellschaft anlässlich einer Familienfeier wie Hochzeit oder Geburt sowie zum Empfang eines Ehrengastes finden Kamelparaden und Tanzvorführungen statt. Die Frauen sitzen im Kreis auf dem Sandboden, singen und klatschen mit den Händen, wobei zusätzlich ihre silbernen Armreifen klingeln. In der Mitte trommeln eine oder zwei Frauen abwechselnd auf der tendé. Außen umkreisen Männer in Dreiergruppen auf Reitdromedaren (Meharis) die Gruppe. Sie lassen die Tiere im Rhythmus der Trommel schreiten, um eine harmonische Beziehung zwischen dem Frauengesang und den Bewegungsabläufen von Tieren und Reitern herzustellen. Die Frauen dirigieren mit dem Trommelrhythmus die Kamelreiter. In den Liedern werden Kamele besungen, ihre Schönheit und besonderen Leistungen, die Qualitäten des Reiters und die Liebe.
Solche Feste bieten auch den Anlass für Kamelrennen mit Säbeln in den Händen, die an eine kriegerische Vergangenheit erinnern und im Maghreb allgemein Fantasia genannt werden. In den verschiedenen Tuaregdialekten heißen sie ilugan, ilujan oder ilaguan.
Anfang des 20. Jahrhunderts gelangte die Musik der tende n-emnas mit der Sesshaftwerdung der Tuareg in die Städte und wurde dort erstmals außerhalb des traditionellen festlichen Rahmens aufgeführt. Das Fraueninstrument aus der Küche wird seither auch von männlichen professionellen Musikern gespielt.
Nördlich der Sahara wird die weibliche Gesangsstimme häufig vom Bordunton eines Frauenchors (timaghatan) unterlegt. In der Wüstenregion Tamesna im Nordwesten des Niger bleibt die Melodiestimme meist solo. Tendé-Musik ist dort besonders in den Salzebenen südöstlich von Tamesna um die Kleinstadt Ingall zu hören, wo sich während der sommerlichen Regenzeit die Tuareg mit ihren Viehherden versammeln, Hochzeiten und andere Feste feiern. Im Süden wird der durchgängige Bordun durch eine sich gleichförmig wiederholende melodische Antwort des Chors auf die Vorsängerin (tamazelit) ersetzt. Trommelrhythmen sollen den Kamelgang nachahmen: Entweder wird ein Zweiertakt durch Synkopen verschoben, oder Dreiviertel- und Viervierteltakte wechseln sich nach verschiedenen Mustern ab.
Eine Tanzveranstaltung im Niger ohne Kamele heißt tende n-tagbast („Tanz-Tendé“). Bei Geburtstags- und Hochzeitsfeiern tanzen wie beim Sebiba Tuareg-Männer der schwarzen Unterschicht, speziell der Inaden (Schmiede, meint allgemein Handwerker), zu den Trommeln der Frauen. Adlige Tuareg finden sich nicht unter den Tänzern (amagabas), sondern nur unter den Zuschauern. Tagbast bedeutet wörtlich „Taillengürtel“ und meint eine elegante vornehme Kleidung. Es handelt sich also um eine Musikveranstaltung, bei der Tänze in feiner Garderobe aufgeführt werden. Neben der tendé, die wohl von professionellen Musikern der tende n-emnas eingeführt wurde, spielen Männer und Frauen auch die kleine, höher klingende Rahmentrommel ekanzam (inkanzam). Steht keine Trommel zur Verfügung, so rhythmisiert Händeklatschen (tegharit) den Gesang. Ohne Trommeln heißt die Musik ezele n-tagbast. Die Melodie wird wechselweise zwischen Solo-Gesang und Chor oder zwischen zwei Chören aufgeteilt.
Bei einer heutigen Tendé-Aufführung im Niger gruppiert sich der Frauenchor in einem Halbkreis und wiederholt eine melodische Phrase (tifira n-ezele), die von einer Vorsängerin angestimmt wird. Die Frauen klatschen und stoßen gelegentlich Youyous (in ganz Nordafrika verbreitete Freudenjodler, hier tirtila) aus. Vor ihnen sitzen ein Trommler (amawad n-tende), der zu den Inaden gehört, und daneben eine Trommlerin, die den Takt vorgibt. Hierfür schlägt sie mit einer Plastiksandale auf eine Kalebasse, die in einem Becken mit Wasser schwimmt. Diese Wassertrommel heißt assekalabo. Der Rhythmus (tiluba) ist langsam (talewankan), schneller (elenge) oder sehr schnell (idugdugan). Zu den Liedtexten gehört immer, wie auch beim Gesang der westafrikanischen Griots (bei den Tuareg Aggouten), einzelne Mitglieder der Gemeinschaft namentlich lobend oder tadelnd zu erwähnen. Die Tanzschritte der Männer folgen dem Rhythmus; bei langsamen Liedern gehen sie in die Knie und winkeln ein Bein weit nach hinten und halten einen Arm über den Kopf. Die Tänze, bei denen die jungen Männer ihre Kraft und Eleganz unter Beweis stellen wollen, finden abend nach Einbruch der Dunkelheit statt.
Heilungszeremonien, bei denen der Patient mit seinem besitzergreifenden Geist versöhnt werden soll, werden tende n-gumatan („Tendé der Besessenen“) genannt. Wie beim Bori-Kult der Hausa und dem Zar-Kult in Ägypten und Sudan fühlen sich meist Frauen von dem Geist befallen. Die Tendé-Trommel erfüllt zusammen mit lautem Gesang und Händeklatschen in der Zeremonie eine ähnliche Funktion wie die Zupflaute gimbri in der Derdeba-Zeremonie der Gnawa. Das Tempo der Musik ist langsamer als bei den anderen Tendé-Stilen. Koranverse können keine Besessenheit kurieren, die Liedtexte sind daher von völlig anderer Herkunft und gelten als unislamisch. Weniger ihr Glaube, sondern das Streben nach gesellschaftlicher Anerkennung lässt die unteren Schichten der Tuareg auf die von den orthodoxen Muslimen abgelehnten Heilungszeremonien verzichten.
Die Musik von imzad, tendé und modernen E-Gitarren bei bestimmten Zusammenkünften gehört zu einer etwas außerhalb der traditionellen Norm stehenden Jugendkultur, die gegenüber den Älteren behauptet werden muss. Solche Treffen wie das ahal (bei dem die Fiedel im Mittelpunkt steht) werden am Rand des Zeltlagers oder der Siedlung und möglichst weit von der Moschee entfernt abgehalten. Auf dieselbe Art bieten Tendé-Treffen und Hochzeiten eine Gelegenheit für die Jugend, sich in einem größeren Kreis außerhalb der eigenen Verwandtschaftsgruppe zu treffen, sich von den Älteren abzusetzen und zugleich die kulturelle Tradition weiterzugeben.
Tuareg-Gruppen wie Etran Finatawa und Tartit machten mit E-Gitarren, Tendé und der Tuareg-Zupflaute Tahardent einen „Wüstenblues“ genannten Stilmix aus eigener und malischer Musik international bekannt.